# قلعه میرزایی (کوار)
قلعه میرزایی (شیراز)، روستایی از توابع بخش کوار شهرستان شیراز در استان فارس ایران است.

## جمعیت
این روستا در دهستان کوار قرار دارد و براساس سرشماری مرکز آمار ایران در سال ۱۳۸۵، جمعت ان ۳۵۸۵ نفر و (۳۶۰خانوار) بوده‌است.